# 6432 Темірканов
6432 Темірканов (6432 Temirkanov) — астероїд головного поясу, відкритий 3 жовтня 1975 року.
Тіссеранів параметр щодо Юпітера — 3,215.